# Kaczawa
La Kaczawa (en allemand : Katzbach) est une petite rivière aurifère de la Basse-Silésie, en Pologne, et un affluent de l'Oder.

## Géographie
La Kaczawa prend sa source dans les monts Bóbr-Kaczawa, près de Kaczorów, et coule vers le nord et nord-est, où elle arrose les villes de Świerzawa, Złotoryja, et Legnica. Après un cours de 98 km, elle se jette dans l'Oder à Prochowice.

## Histoire
La bataille de Katzbach s'est tenue le 26 août 1813 non loin de cette rivière, entre Legnica et Legnickie Pole.